# Centre per a la Llengua Grega
El Centre per a la Llengua Grega (en grec: Κέντρον Ελληνικής Γλώσσας) és una organització cultural i educativa que té com a objectiu promoure la cultura i la llengua grega. Té la seu a Tessalònica, també compta amb una oficina a Atenes. Es va crear el 1994 i actua com un òrgan de coordinació, assessorament i estratègic del Ministeri grec d'Educació, en matèria d'educació i política lingüística. Està vinculat a la Universitat Aristotèlica de Tessalònica.

## Identitat
Els objectius de l'organització impliquen: 
- el foment i la promoció de la llengua grega, dins i fora de Grècia;
- a través d'aquest, l'enfortiment de la identitat nacional de la diàspora grega;
- l'organització de l'ensenyament del grec als estrangers a Grècia i en l'estranger;
- el suport dels mestres de la llengua grega a Grècia i en l'estranger;
- la producció de materials d'ensenyament, i tot el que contribueix a la promoció i difusió de la llengua grega en general,